# Nzo Ekangaki
Nzo Ekangaki (ur. 22 marca 1934, zm. 3 czerwca 2005), polityk kameruński.
Był sekretarzem generalnym Narodowo-Demokratycznej Partii Kamerunu (1962-1966), ministrem zdrowia (1964-1965) i pracy (1965-1972) oraz sekretarzem generalnym Organizacji Jedności Afrykańskiej w latach 1972–1974.